# Kangilinnguit
Kangilinnguit o Kangilínguit, già Grønnedal e fino al 1945 Green Valley,  è un porto della Groenlandia (161 abitanti), nel fiordo di Arsuk; fa parte del comune di Sermersooq. Fu fondato durante la Seconda guerra mondiale dagli statunitensi con il nome di Green Valley, per proteggere i depositi di criolite della vicina Ivittuut; ancora oggi la maggior parte dei suoi abitanti sono militari danesi.
Tuttora si trova il comando militare della Marina militare danese per la Groenlandia.